# Helixanthera wallichiana
Helixanthera wallichiana är en tvåhjärtbladig växtart som beskrevs av Danser. Helixanthera wallichiana ingår i släktet Helixanthera och familjen Loranthaceae. Inga underarter finns listade i Catalogue of Life.